# Andreu Estarelles Pascual
Andreu Estarelles Pascual (Bunyola 1890-1981), va ser un folklorista mallorquí. De formació autodidacta, es dedicà a l'estudi de la cultura popular mallorquina. Com a animador cultural impulsà la creació de diverses agrupacions de ball popular.

## Obra
Publicà "L'essència de Mallorca. Recull de tonades i cançons" (1949), que va obtenir el premi extraordinari del Consell Superior d'Investigacions Científiques. Després publicà "Espigolada" (1952), segon premi de l'Institut de Musicologia de Barcelona. "L'olivera mallorquina i el seu folklore" (1954), premi Jaume I de l'Institut d'Estudis Catalans. "Bunyola i la Verge Maria" (1954), "Folklore mallorquí de Nadal" (1955) i "La Santa Quaresma" (1956). El 2021 es va publicar "Or Vell", a cura de Rafel Perelló, amb alguns escrits autobiogràfics i sobre cultura popular. El 1989 fou declarat fill il·lustre de Bunyola.